# NGC 2
NGC 2はペガスス座の方角にある渦巻銀河である。NGC 1のすぐ南にある。14.2等級の暗い銀河である。